# Jürgen Zöllter
Jürgen Zöllter (* 1951) ist ein deutscher Autor, Fotograf und Journalist.

## Leben
Zöllters journalistische Arbeiten haben den Schwerpunkt Auto-Mobilität. Er schrieb für Publikationen in Deutschland, Europa, Asien und Amerika. Zöllter veröffentlichte in Tageszeitungen, News-Magazinen, Lifestyle-Medien und Special Interest Publikationen. Seine Texte werden von Aufnahmen internationaler Fotografen begleitet. 
Zöllter ist Juror bei Auto des Jahres.

## Werke
- mit Wolfgang Peters: Mazda MX-5 Roadster, Vehling Verlag, 2005, ISBN 3853331181.
- mit Wolfgang Peters: The Challenge: Accelerating the Mercedes-Benz brand, 2004, Delius Klasing Verlag, ISBN 3768815951.
- mit Jeff Leestma, Oliver Stolle und Edwin Baaske: Dodge, 2006, Delius Klasing Verlag, ISBN 3768816915.
- mit Martin G. Puthz: „Jaguar XJ und alle Modelle seit 1922“, 2009, Delius Klasing Verlag, ISBN 3768826929.
- mit Markus Bolsinger: „Jeep: Das Original - Seit 70 Jahren“, 2011, Delius Klasing Verlag, ISBN 3768832775.
- mit Jürgen Lewandowski, Wolfgang Peters und Peter Ruch: Mazda 6, 2008, Vehling Verlag, ISBN 3853331459.
- mit Wolfgang Peters: Die Herausforderung. Die Beschleunigung der Marke Mercedes-Benz, 2004, Delius Klasing Verlag, ISBN 3768815293.
- „Dodge, English edition“, 2006, Delius Klasing Verlag, ISBN 3768817229.
- mit Markus Bolsinger: „Jeep (engl. Ausgabe): The adventure never stops“, 2011, Delius Klasing Verlag, ISBN 3768833070.